# カレの嘘と彼女のヒミツ
『カレの嘘と彼女のヒミツ』（カレのうそとかのじょのヒミツ、Little Black Book）は2004年のアメリカ合衆国のロマンティック・コメディ映画。監督はニック・ハラン、出演はブリタニー・マーフィとホリー・ハンターなど。恋人の電子手帳を覗き見して過去の女性遍歴を知ったことで浮気調査に奔走する女性を描いている。原題の「Little Black Book（小さな黒い手帳/特に以前の交際相手の詳細が記された住所録という意味で使われるスラング）」はPDA（携帯情報端末）のことである。
日本では劇場未公開だが、DVDが2005年9月28日に発売された。

## キャスト
ステイシー・ホルト
演 - ブリタニー・マーフィ、日本語吹替 - 松本梨香
ダイアン・ソイヤーに憧れ、彼女と仕事をすることを夢見ている女性。
昼のトークショー番組のアシスタントプロデューサーに採用される。
バーブ・キャンベル＝ダン
演 - ホリー・ハンター、日本語吹替 - 藤貴子
ステイシーの同僚。アシスタントプロデューサー。
様々な職を経験してきた。他人に触られることが嫌い。
キッピー・キャン
演 - キャシー・ベイツ、日本語吹替 - さとうあい
ステイシーの担当するトークショーの人気司会者。
デレク
演 - ロン・リビングストン、日本語吹替 - 藤原啓治
ステイシーと同棲中の恋人。
ニュージャージー・デビルスのスカウントマン。
ジョイス
演 - ジュリアンヌ・ニコルソン
デレクの元恋人のシェフ。
カール
演 - スティーヴン・トボロウスキー
ステイシーの担当番組のプロデューサー。
アイラ
演 - ケヴィン・サスマン
ステイシーの同僚。アシスタントプロデューサー。
レイチェル・キース
演 - ラシダ・ジョーンズ
デレクの元恋人の婦人科医。
ルル・フリッツ
演 - ジョジー・マラン
デレクの元恋人のスーパーモデル。
ビーン
演 - デイヴ・アナブル
ステイシーの学生時代の恋人。
ランダム
演 - ギャヴィン・ロスデイル
バリスタ。
トロツキー
演 - マーシャル・オールマン
カーリー・サイモン
演 - 本人 ※クレジットなし。

## 作品の評価
Rotten Tomatoesによれば、批評家の一致した見解は「ロマンティック・コメディとリアリティ番組の風刺が入り混じった、不快で野暮な作品。」であり、111件の評論のうち高評価は22%にあたる24件で、平均して10点満点中4.42点を得ている。
Metacriticによれば、33件の評論のうち、高評価は5件、賛否混在は14件、低評価は14件で、平均して100点満点中36点を得ている。